# Calephelis neuvoleon
Calephelis neuvoleon är en fjärilsart som beskrevs av Mcalpine 1971. Calephelis neuvoleon ingår i släktet Calephelis och familjen Riodinidae. Inga underarter finns listade i Catalogue of Life.